# Xilogravură

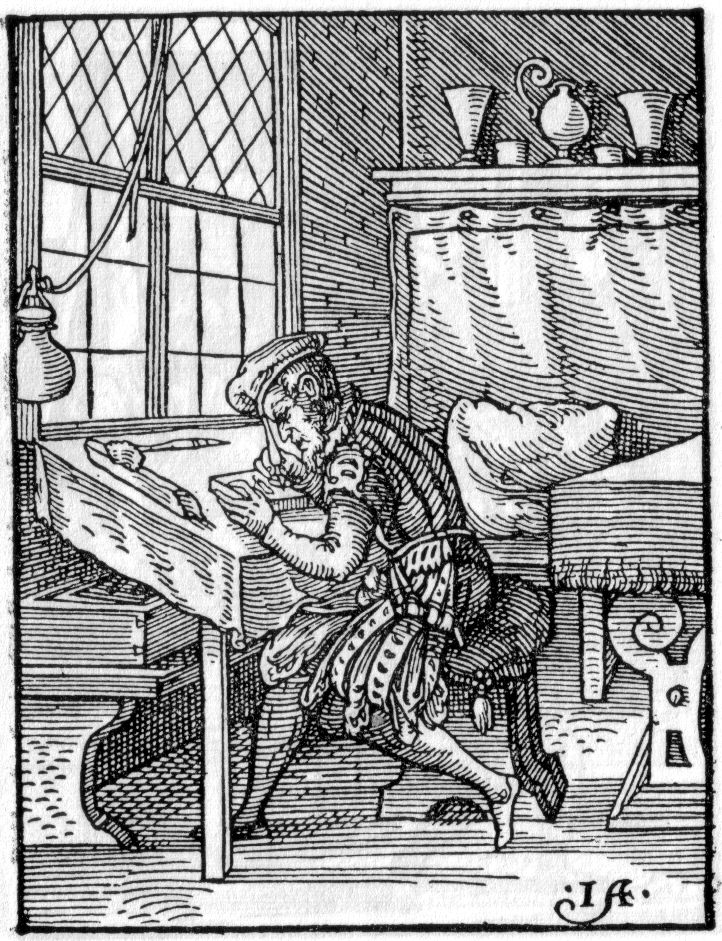
Xilogravură de Jost Amman, 1568, reprezentând un xilogravor la lucru

Xilogravura sau xilografia (din greacă xylon = lemn) reprezintă arta de a grava lemnul și rezultatul ei, reprezentat de gravura în lemn.
Aceeași denumire desemnează și tehnica de imprimare multiplicată cu matrițe din plăci de lemn moale și dens (păr, merișor), care sunt săpate, scobite sau gravate. Pentru tipărire, cerneala acoperă zonele rămase în relief, de unde este transpusă pe suportul final, de obicei hârtie sau mătase.
După cum a rezultat placa prin tăierea (longitudinală sau transversală) a lemnului, xilogravura este de două categorii:
- în fibră;
- în lemn vertical (ștraif).

Primele stampe au fost xilogravuri. În Europa, primele xilogravuri au fost semnalate documentar în secolul al XII-lea, dar în China imprimarea cu plăci gravate în lemn era practicată încă din Antichitate.

## Xilogravura populară
În Transilvania încă de la sfârșitul sec. XVII sau începutul sec. XVIII s-a dezvoltat arta de a produce în serie icoane pe hârtie și imagini simbolice sau decorative prin xilogravură. Tehnica xilogravurilor consta mai întâi din gravarea în lemn de păr sau de măr a unui tipar, după care, cu o singură ungere tiparul imprima clar 12-15 stampe. Cerneala pentru tipărire se prepara din chindruț, negru de fum, și ulterior imprimării xilogravura putea fi colorată liber, ceea ce diferenția între ele exemplarele aceluiași tiraj.